# Gerhard Huttula
Gerhard Huttula (* 6. Juni 1902 in Berlin; † 15. Januar 1996 in Düren) war ein deutscher Kameramann, der besonders für Spezialeffekte zuständig war.

## Leben und Werk
Der Sohn des Elfenbeindrechslers Gustav Huttula und dessen Frau Elise absolvierte die Oberrealschule, praktizierte bei einem Porträtfotografen und wurde Mitglied der deutschen Kinotechnischen Gesellschaft. 1922 begann er bei seinem ehemaligen Zeichenlehrer Wolfgang Kaskeline, der sich als Filmproduzent selbständig gemacht hatte, mit Trickaufnahmen, was fortan sein Spezialgebiet war.
Huttula arbeitete in den zwanziger Jahren an mehreren Werbefilmen mit. 1930 erhielt er eine Anstellung bei der Ufa-Kopieranstalt Afifa. Mit seiner Trickkopieranlage TRUCA von André Debrie testete er die verschiedenen Möglichkeiten des Trickfilms. 1933 schloss er sich deutschen Emigranten an und ließ sich in Buenos Aires nieder. Nach wenig befriedigenden Einsätzen als Kameramann kehrte er 1937 nach Deutschland zurück, um seine Mutter zu unterstützen. Hier wurde er als Nachfolger von Guido Seeber Leiter von dessen Abteilung Filmtrick bei der Ufa.
Huttulas Abteilung steuerte die Trickaufnahmen zu mehreren bedeutenden Produktionen jener Zeit bei. Mit Flugzeugmodellen vor einer Projektionswand imitierte er Fliegermanöver wie in Quax, der Bruchpilot, in Damals ließ er zwei Dampflok-Modelle zusammenstoßen und auch für die Trickaufnahmen von Hans Albers berühmtem Ritt auf der Kanonenkugel in Münchhausen zeichnete er verantwortlich.
Nach dem Zweiten Weltkrieg arbeitete Huttula als Bühnenbildner am Berliner Metropol-Theater, danach schuf er Titelvorspänne im Filmkopierwerk Köpenick. In den 1950er Jahren war er Kameramann bei neun Kinder- und Märchenfilmen unter der Regie von Fritz Genschow. Von 1958 bis 1970 fertigte er für die Ufa-Werbefilm mehr als tausend Werbefilme. Er lehrte an der Fachschule für Optik und Fototechnik und war Ehrenmitglied des Bundesverbandes Kamera.
Er war auch Mitglied und gleichzeitig Bootswart im Potsdamer Ruder Club-Germania e.V. in Berlin-Wannsee.
Sein Grab befindet sich auf dem Städtischen Friedhof Heinersdorf in Berlin-Weißensee.

## Filmografie
| - 1932: Ekstase / Symphonie der Liebe (Spezialeffekte) - 1935–37: Echo der Heimat. Ein Tatsachenbericht aus Deutschland. 2.–7. Folge (Dokumentarfilm-Serie; Regie) - 1936: Compañeros (Regie) - 1936: Wintersonnenwende (Kurz-Dokumentarfilm; Regie) - 1937: Mateo (Kamera) - 1937: La fuga (Kamera) - 1937: Fern vom Land der Ahnen (Dokumentarfilm; Regie) - 1938: Außerhalb des Gesetzes (Fueva de la ley; Kamera) - 1938: Echo der Heimat. 5 Jahre Hitler-Deutschland (Dokumentarfilm; Regie) - 1938: Spiel im Sommerwind (Spezialeffekte) - 1939: Der Geliebte (Spezialeffekte) - 1939: Kongo-Express (Spezialeffekte) - 1940: Bal paré (Spezialeffekte) - 1941: Über alles in der Welt (Spezialeffekte) - 1941: Stukas (Spezialeffekte) - 1941: Friedemann Bach (Spezialeffekte) - 1941: Quax, der Bruchpilot (Spezialeffekte) - 1942: Die große Liebe (Spezialeffekte) - 1942: Andreas Schlüter (Spezialeffekte) - 1942: Dr. Crippen an Bord (Spezialeffekte) - 1942: Diesel (Spezialeffekte) | - 1942: Hab’ mich lieb! (Spezialeffekte) - 1943: Damals (Spezialeffekte) - 1943: Münchhausen (Spezialeffekte) - 1943: Der kleine Grenzverkehr (Spezialeffekte) - 1943/45: Kolberg (2. Kamera) - 1943/47: Quax in Afrika (Spezialeffekte) - 1944: Opfergang (Spezialeffekte) - 1944: Die Frau meiner Träume (Spezialeffekte) - 1944: Große Freiheit Nr. 7 (Spezialeffekte) - 1950: Schwarzwaldmädel (Farb-Beratung) - 1953: Rotkäppchen (Kamera) - 1954: Hänsel und Gretel (Kamera) - 1954: Frau Holle (Kamera) - 1955: Der Struwwelpeter (Kamera) - 1955: Ina, Peter und die Rasselbande (Kamera) - 1955: Aschenputtel (Kamera) - 1955: Dornröschen (Kamera) - 1957: Kalle wird Bürgermeister (Kamera) - 1957: Aufruhr im Schlaraffenland (Kamera) - 1957: Die Gänsemagd (Kamera) - 1960: Achtung! Hochspannung! Tricks und Sensationen im Film (TV-Dokumentation; Beratung) |